# فهرست اسطوره‌شناسی‌ها
این صفحه فهرستی است از اسطوره‌شناسی‌های جهان برپایه منطقه:

## آسیا

### آسیای جنوب شرقی
- - اساطیر مالای
- اساطیر اندونزیایی
- اساطیر ویتنامی

### دورهٔ باستان
- دین سومری
- اساطیر میان‌رودانی
- اساطیر ایران
  - اساطیر کردی
  - اساطیر سیستانی
- دین باستانی سامی
  - اساطیر بابلی
  - اسطوره‌شناسی عرب
  - اساطیر کنعانی
- اساطیر هیتی
- هوری‌ها
- دین سکایی
- ایلام (تمدن)

### دورهٔ میانه و نو
- اساطیر ارمنستان
- اساطیر آسی
- اساطیر اسلامی

### آسیای جنوبی
- اساطیر آیاواجی
- اساطیر هندو
- اساطیر تامیل
- اساطیر بودایی

### آسیای شرقی
- اساطیر چین
- اساطیر ژاپن
- اساطیر کره
- اساطیر تبتی
- اساطیر آینو
- اساطیر ریوکیوان

### شمال و مرکز آسیا
- اساطیر ترکان و مغول‌ها
- دین سکایی
- اساطیر مغولی
- اساطیر فینی

### قفقاز
- حماسه نرت
- اساطیر آسی
- اساطیر وایناخ
- آدیغه هابزه
- اساطیر ارمنستان
- اساطیر گرجی

## آفریقا

### آفریقای جنوبی
- اساطیر خویخوی
- اساطیر لوزی
- اساطیر مالاگاسی
- اساطیر زولو
- اساطیر تومبوکا

### آفریقای مرکزی
- اساطیر بانتو
- اساطیر بوشونگو
- اساطیر بالوبا
- اساطیر بامبوتی
- اساطیر لوگبارا

### شاخ آفریقا
- اساطیر سومالی

### شرق آفریقا
- اساطیر آکامبا
- اساطیر دینکا
- اساطیر لوتوکو
- اساطیر ماسایی

### شمال آفریقا
- اساطیر بربر
- اساطیر مصر

### غرب آفریقا
- اساطیر آکان
- اساطیر آشانتی
- اساطیر داهومی
- اساطیر ادو
- اساطیر افیک
- اساطیر ایگبو
- اساطیر ایسوکو
- اساطیر یوروبا

## آمریکا

### آمریکای جنوبی
- اساطیر چیلوتا
- اساطیر برزیلی
- اساطیر گوارانی
- اساطیر اینکا
- اساطیر ماپوچه

### آمریکای مرکزی
- اساطیر آزتک
- اساطیر مایا
- اساطیر اولمک

### کارائیب
- اساطیر هائیتیایی

## اروپا

### باستان
- اساطیر یونانی
- اساطیر روم
- آنی
- اساطیر پارینه‌بالکانی
- اساطیر لوزیتانیایی

### اروپای جنوبی
- اساطیر آلبانیایی
- اساطیر کاتالان
- اساطیر یونانی
- اساطیر ایتالیایی
- اساطیر لوزیتانیایی
- اساطیر مالتی
- اساطیر اسپانیایی
- اساطیر ترکی

### اروپای شرقی
- اساطیر مجاری
- اساطیر کولی‌ها
- اساطیر اسلاو
- اساطیر رومانیایی
- اساطیر تاتار

### اروپای شمالی
- اساطیر ژرمن
  - پاگانیسم ژرمن
  - اساطیر اسکاندیناوی
  - اساطیر آنگلوساکسون
- اساطیر فینی
  - اساطیر استونیایی
  - اساطیر فنلاندی
  - اساطیر سامی
- اساطیر اسلاو
  - اساطیر لهستانی
- اساطیر بالتیک
  - اساطیر لاتویایی
  - اساطیر لیتوانیایی
  - اساطیر پروسی

### اروپای غربی
- اساطیر باسک
- اساطیر آلپی
- اساطیر فرانک
- اساطیر فرانسوی

### جزایر بریتانیا
- اسطوره‌شناسی سلتی
- اساطیر ایرلندی
- اساطیر اسکاتلندی
- اساطیر ولزی

## استرالیا و اقیانوسیه
- اساطیر بومیان استرالیا
- اسطوره آفرینش کالولی
- اساطیر ملانزیایی
- اساطیر میکرونزیایی
- اساطیر پاپوایی
- اساطیر پولینزیایی
  - اساطیر هاوایی
  - افسانه‌شناسی مائوری
  - اساطیر مانگاروی
  - اساطیر راپا نوئی
  - اساطیر ساموآیی
  - اساطیر تاهیتیایی
  - اساطیر تونگایی
  - اساطیر تووالوآیی

## شمالگان
- اساطیر فنلاندی و سومری
- اساطیر اسکاندیناوی
- اساطیر اینویی
- اساطیر سامی